# Lee Si-young
Lee Si-young (* 17. April 1982 in Cheongju, Südkorea) ist eine südkoreanische Schauspielerin und ehemalige Amateur-Boxerin.

## Leben
Lee Si-young studierte Modedesign an der Dongduk Women’s University. Im September 2015 beendete sie ihre Sportkarriere aufgrund wiederkehrender Verletzungen.
Sie spielte die Hauptrolle in dem Film Killer Toon (2013), als Webtoon-Autorin, die in einer Mordreihe verdächtigt wird. Der Film hatte über eine Million Kinobesucher in Südkorea und ist damit nach A Tale of Two Sisters (2003) und Death Bell (2008) erst der dritte koreanische Horrorfilm, dem es gelang, mehr als 400.000 Zuschauer zu haben.
2016 spielt sie die Hauptrolle in dem Actionthriller Midsummer (오뉴월 O-Nyu-Wol) von Kim Min-i.

## Filmografie

### Filme
- 2009: Five Senses of Eros (오감도 Ogamdo)
- 2009: The Descendants of Hong Gil-dong (홍길동의 후예 Hong Gil-dong-ui Huye)
- 2010: Nae Namja-ui Suni (내 남자의 순이)
- 2011: Meet the In-Laws (위험한 상견례 Wiheomhan Sanggyeollye)
- 2011: Hoodwinked Too! Hood vs. Evil (Stimme, koreanische Version)
- 2011: Couples (커플즈)
- 2013: How to Use Guys with Secret Tips (남자사용설명서 Namja Sayongseolmyeongseo)
- 2013: Killer Toon (더 웹툰: 예고살인 The Webtoon: Yegosarin)
- 2014: The Divine Move (신의 한 수 Sin-ui Han Su)
- 2019: No Mercy

### Fernsehserien
- 2008: Urban Legends Deja Vu – Season 3 (도시괴담 데자뷰 시즌 3, Super Action)
- 2008: The Kingdom of The Winds (바람의 나라, KBS2)
- 2009: Boys Over Flowers (꽃보다 남자, KBS2)
- 2009: Miwodo Dasi Han Beon 2009 (미워도 다시 한 번 2009, KBS2)
- 2009: Loving You a Thousand Times (천만번 사랑해, SBS)
- 2010: Becoming a Billionaire (부자의 탄생, KBS2)
- 2010: Playful Kiss (장난스런 키스, MBC)
- 2011: Poseidon (포세이돈, KBS2)
- 2012: Wild Romance (난폭한 로맨스, KBS2)
- 2014: Golden Cross (골든 크로스, KBS2)
- 2014: Valid Love (일리있는 사랑, tvN)
- 2015: My Beautiful Bride (아름다운 나의신부, OCN)
- 2020: Sweet Home (Netflix)
- 2022: Grid (그리드, Disney+)